# Caesarius von Arles
Caesarius von Arles (* um 470 bei Chalon-sur-Saône; † 27. August 542 in Arles), auch Caesarius von Châlon genannt, war Erzbischof von Arles und einer der bedeutendsten Kirchenmänner im Gallien seiner Zeit.

## Leben
Caesarius stammte aus einer adligen gallorömischen Familie. Er trat in jungen Jahren in die Abtei Lérins bei Cannes ein, wo seine asketische Lebensweise seiner Gesundheit so abträglich gewesen sein soll, dass man ihn zur Erholung nach Arles schickte. Hier wurde er Diakon, dann Presbyter und stand schließlich der Abtei von Arles vor. Das Erzbistum von Arles hatte zu diesem Zeitpunkt Aeonius inne, nach dessen Tod man sich im Jahre 502 für Caesarius als seinen Nachfolger entschied. Caesarius geriet in politische Schwierigkeiten, als ein Licinianus dem westgotischen König Alarich II. hinterbrachte, Caesarius wolle die Stadt Arles den Burgunden ausliefern. Caesarius wurde daraufhin seines Postens enthoben und nach Bordeaux verbracht. Nachdem sich seine Unschuld herausgestellt hatte, durfte er wieder zurückkehren. 506 berief er die Synode von Agde ein, die wichtige Beschlüsse in Bezug auf das Kirchenrecht fasste. Nachdem die Provence an die Ostgoten gefallen war, wurde Caesarius erneut Verrat vorgeworfen und er 513 nach Ravenna gebracht. Nun setzte sich der Ostgotenkönig Theoderich der Große für ihn ein und er kam wieder frei. Caesarius begab sich dann nach Rom zu Papst Symmachus, der ihm das Pallium für das Arelater Erzbistum verlieh.
In der Folge berief Caesarius fünf Kirchenversammlungen: 524 in Arles, 527 in Carpentras, 529 in Orange und in Vaison und 533 in Marseille. Dabei setzte er sich stark für die katholische Orthodoxie und gegen semipelagianistische Tendenzen ein; so sorgte er dafür, dass die Lehre, es gebe Menschen, die durch die göttliche Allmacht zum Bösen vorherbestimmt seien, auf der Synode von Orange verdammt wurde. Er galt als Verfechter einer strengen Kirchen- und Klosterdisziplin, die sich auch in der von ihm verfassten regula ad monachos beziehungsweise der regula ad virgines äußert. 512 weihte er das Nonnenkloster St. Johannes in Arles, vermutlich das früheste Nonnenkloster im Westen überhaupt, und setzte seine Schwester Caesaria als erste Äbtissin ein.
Caesarius starb betagt in Arles; sein Todestag, der 27. August, ist zugleich der evangelische Gedenktag und römisch-katholische Festtag des Erzbischofs, der nicht zuletzt durch seine Volkspredigten bekannt wurde. Er gilt als Patron gegen Feuersbrunst, da er eine solche durch sein Gebet gelöscht haben soll. Die römisch-katholische Kirche verehrt ihn als Heiligen.
Er war ein Schüler von Julianus Pomerius, mit dem vornehmen Gallorömer und Bischof Ruricius von Limoges stand er in Kontakt.